# 3×3 Eyes: Tenrinō Genmu
3×3 Eyes: Tenrinō Genmu (サザンアイズ～転輪王幻夢～) est un jeu vidéo de rôle sorti au Japon en 1997 et fonctionne sur Windows et PlayStation.